# Грб Дервенте
Грб Дервенте је званични грб српске општине Дервента. Сличан грб је усвојен почетком 1980их, али званично ова измјењена верзија грба која се сад користи успостављена је 24. јуна 2005. године.
Овај симбол општине има шпицаст облик као средњовјековни грбови, али његов садржај подсјећа на старе амблеме општина из комунистичког времена.

## Опис грба
Симбол Општине има облик заобљеног штита, боје труле вишње, са три угла симбол тројства на коме су:
- обиљежја Општине приказана грбом Немањића, а у централном дијелу симбола елементи су двојаког значења;
- стилизоване шаке које се длановима додирују, симбол су јединства народа и машинског кљуца, симбол металопрерађивачке индустрије. У међупростору су обиљежја богатства Општине приказана симболима планине Мотајице и ријеке Укрине, плодова означених гроздом, као симбол богатства.
- у зглобовима стилизованих шака налази се књига као симбол културног развоја појачан пламеном симболом вјечности. Са лијеве и десне стране до половине централног дијела штита симбол је окружен листовима, симбол пољопривредног и шумског богатства.
- у горњем дијелу симбола је трака платна на којој је исписана „ДЕРВЕНТА“ што је симбол текстилне индустрије као почетне гране индустријског развоја на подручју Општине.
- сви елементи симбола су у боји злата.[2]

Начин употребе симбола регулише Скупштина општине посебном одлуком.